# Scordia
Scordia (tiếng Sicilia: Scurdia) là một đô thị ở tỉnh Catania trong vùng Sicilia, có khoảng cách khoảng 160 km về phía đông nam của Palermo và cách khoảng 30 km về phía tây nam của Catania. Tại thời điểm ngày 31 tháng 12 năm 2004, đô thị này có dân số 17.202 người và diện tích là 24,3 km².
Scordia giáp các đô thị: Lentini, Militello in Val di Catania.